# کوه پکسی
کوه پکسی (به اسپانیایی: Paxsi) یک کوه در پرو است که در استان لا اونیون واقع شده‌است. کوه پکسی ۴٬۹۴۱٫۱ متر بالاتر از سطح دریا واقع شده‌است.